# Hvězdárna Suhora
Polská hvězdárna na hoře Suhora (někdy také Suchora) ve výšce 1000 m nad mořem. Leží na území Goreckého národního parku (Gorczański Park Narodowy) a je nejvýše položenou polskou hvězdárnou. Hvězdárna je výzkumné pracoviště katedry astronomie Pedagogické akademie v Krakově (Katedra Astronomii Akademii Pedagogicznej).
Hvězdárna byla postavena v roce 1987. O výběru rozhodla poměrně velká vzdálenost od obcí, nedostatek průmyslových závodů a zároveň okolní zalesnění parku. Má tedy čistou a neosvětlenou oblohu.
Od roku 1991 pracuje hvězdárna v systému celopolské sítě observatoří, které v přesně určeném čase provádějí pozorování stejné hvězdy. Jsou to hlavně velmi husté hvězdy, tzv. bílí trpaslíci.
Hvězdárna je poblíž turistické značky z vesničky Koninki přes vrch Tobołów (vede tam i sedačková lanovka) na Turbacz. Jako vědecké pracoviště je jen zřídka zpřístupňována návštěvníkům.